# Мичелвил (Мериленд)
Мичелвил (енгл. Mitchellville) насељено је место без административног статуса у америчкој савезној држави Мериленд.

## Демографија
По попису из 2010. године број становника је 10.967, што је 1.356 (14,1%) становника више него 2000. године.
| Група             | 2000.         | 2010.         |
| Белци             | 1.222 (12,7%) | 635 (5,8%)    |
| Афроамериканци    | 7.545 (78,5%) | 9.371 (85,4%) |
| Азијати           | 378 (3,9%)    | 353 (3,2%)    |
| Хиспаноамериканци | 201 (2,1%)    | 406 (3,7%)    |
| Укупно            | 9.611         | 10.967        |